# Polecenie (prawo spadkowe)
Polecenie (łac. modus) – w polskim prawie spadkowym instytucja przewidziana w art. 982-985 Kodeksu cywilnego. Polecenie to zawarte w testamencie rozrządzenie, które nakłada na spadkobiercę, zapisobiercę lub zapisobiercę windykacyjnego obowiązek oznaczonego działania lub zaniechania, bez czynienia kogokolwiek wierzycielem. Polecenie może ustanowić tylko spadkodawca, w testamencie, którego treść może ograniczyć się tylko do polecenia. Treścią polecenia jest obowiązek określonego działania, np. ufundowania stypendium, postawienia pomnika, opiekowania się schroniskiem dla zwierząt, zorganizowania pogrzebu spadkodawcy. Polecenie może mieć charakter majątkowy i niemajątkowy, może leżeć w interesie spadkodawcy, osoby trzeciej, obciążonego poleceniem lub mieć na względzie interes społeczny.
W prawie rzymskim polecenie (modus) mogło być elementem również innych nieodpłatnych czynności prawnych, np. wyzwolenia niewolnika. Zgodnie z art. 893 polskiego kodeksu cywilnego w umowie darowizny darczyńca może włożyć na obdarowanego obowiązek oznaczonego działania lub zaniechania, nie czyniąc nikogo wierzycielem (polecenie).